# Richard Jewell
Richard Jewell (no Brasil, O caso Richard Jewell;  em Portugal, O Caso de Richard Jewell ) é um filme de 2019, dirigido e produzido por Clint Eastwood e escrito por Billy Ray, com base no artigo de 1997 "American Nightmare: The Ballad of Richard Jewell", de Marie Brenner, publicado na revista Vanity Fair. O filme retrata o Atentado terrorista ao Parque Olímpico Centenário durante os Jogos Olímpicos de 1996 em Atlanta, Geórgia, focando no guarda de segurança Richard Jewell que encontrou uma bomba e alertou as autoridades, porém foi posteriormente injustamente acusado de ter colocado a bomba no local. Estrelando Paul Walter Hauser como Richard Jewell, ao lado de Sam Rockwell, Kathy Bates, Jon Hamm e Olivia Wilde.
O filme teve sua estreia mundial no festival do American Film Institute em 20 de novembro de 2019, e foi lançado nos Estados Unidos em 13 de dezembro de 2019 pela Warner Bros. Pictures. No Brasil, em Portugal e na Argentina, a  estreia aconteceu no dia 2 de janeiro de 2020.
Recebeu críticas geralmente positivas de críticos, e foi escolhido pelo National Board of Review como um dos dez melhores filmes do ano, com Bates também sendo reconhecida como melhor atriz coadjuvante.

## Premissa
O filme é baseado em um artigo publicado pela Vanity Fair em 1997 e nas crônicas da vida de Richard Jewell durante os eventos que levaram ao atentado nos Jogos Olímpicos de 1996 em Atlanta, Geórgia. Jewell trabalha como um guarda de segurança para a AT&T, quando ele descobre a conspiração que resultou no Atentado ao Parque Olímpico Centenário. Ele então heroicamente salva vidas depois que uma bomba foi detonada durante as Olimpíadas de Verão de 1996. No entanto, o FBI identifica-o como um dos muitos suspeitos e isso leva a sua injusta difamação por jornalistas e pela imprensa. O FBI o inocenta após 88 dias.

## Elenco
- Paul Walter Hauser como Richard Jewell
- Sam Rockwell como Watson Bryant
- Kathy Bates como Barbara "Bobi" Jewell
- Jon Hamm como Tom Shaw
- Olivia Wilde como Kathy Scruggs
- Ian Gomez como agente Dan Bennet
- Dylan Kussman como Bruce Hughes
- Wayne Duvall como examinador de polígrafo
- Mike Pniewski como Brandon Hamm
- Nina Arianda como Nadya

## Produção
O projeto foi anunciado em fevereiro de 2014, quando Leonardo DiCaprio e Jonah Hill se uniram para produzir o filme, com Hill pronto para interpretar Jewell, e DiCaprio o advogado que ajudou Jewell a atravessar as séries de ataques da mídia que o cercava. Paul Greengrass iniciou negociações para dirigir o filme com Billy Ray escrevendo o roteiro.
Em abril de 2015, Greengrass não estava mais envolvido no filme, com Clint Eastwood agora em negociações para dirigir. Entretanto, em setembro de 2016 Ezra Edelman foi definido a dirigir.
Nenhum desenvolvimento do projeto foi anunciado até abril de 2019, quando Eastwood voltou às negociações para dirigir depois que Edelman saiu do projeto. DiCaprio e Hill não estavam mais oficialmente cotados a atuar, apesar de permanecerem como produtores. Em maio do mesmo ano, a Warner Bros. adquiriu os direitos do filme da 20th Century Fox, que foram adquiridos pela The Walt Disney Company mais cedo naquele ano. Em junho, Sam Rockwell foi escolhido para fazer o papel do advogado, e Paul Walter Hauser de Jewell. Kathy Bates, Olivia Wilde, Jon Hamm e Ian Gomez também se juntaram ao elenco. Em julho, Nina Arianda juntou-se ao elenco.
As filmagens iniciaram-se em 24 de junho de 2019 em Atlanta.

## Lançamento
O filme teve sua estreia mundial no festival do American Film Institute em 20 de novembro de 2019. Está programado para ser lançado nos Estados Unidos e no Canadá em 13 de dezembro de 2019. Segundo o IMDB, o  seu lançamento no Brasil e Portugal está previsto para o dia 2 de janeiro de 2020.

## Recepção

### Resposta da crítica
No agregador de resenhas Rotten Tomatoes, o filme recebeu uma pontuação de 83% com base em comentários de 36 críticos, com uma classificação média de 7,44 de 10. O consenso do site diz: "Richard Jewell simplifica os eventos da vida real que o inspiraram — ainda assim, prova que Clint Eastwood continua sendo um cineasta habilidoso de admirável economia." No Metacritic, o filme recebeu uma pontuação média de 67 de 100, com base em 11 comentários, indicando "revisões geralmente favoráveis".
O crítico de cinema Márcio Sallem (Cinema com Crítica) elogiou a eficiência da direção de Clint Eastwood, mas condenou o maniqueísmo da narrativa na caricaturização dos coadjuvantes em contrapartida com um olhar mais simpático ao protagonista. 

### Prêmios e indicações
| Prêmio                   | Data da cerimônia      | Categoria                    | Indicado           | Resultado | Ref.   |
| ------------------------ | ---------------------- | ---------------------------- | ------------------ | --------- | ------ |
| American Film Institute  | 3 de janeiro de 2020   | Os 10 Melhores Filmes do Ano | Richard Jewell     | Venceu    | [ 29 ] |
| National Board of Review | 3 de dezembro de 2019  | Os 10 Melhores Filmes        | Richard Jewell     | Venceu    | [ 30 ] |
| National Board of Review | 3 de dezembro de 2019  | Melhor Atriz Coadjuvante     | Kathy Bates        | Venceu    | [ 30 ] |
| National Board of Review | 3 de dezembro de 2019  | Melhor Revelação             | Paul Walter Hauser | Venceu    | [ 30 ] |
| Óscar 2020               | 9 de fevereiro de 2020 | Atriz Coadjuvante            | Kathy Bates        | Indicada  | [ 31 ] |